# 川东獐牙菜
川东獐牙菜（学名：Swertia davidii），为龙胆科獐牙菜属下的一个植物种。